# Alagnon
Pour les articles homonymes, voir Allagnon.
L'Alagnon (ou Allagnon) est une rivière française du Massif central qui coule dans les départements du Cantal, de la Haute-Loire et du Puy-de-Dôme. Elle se jette dans l'Allier au lieu-dit le Saut du Loup (commune d'Auzat-la-Combelle). Elle participe au bassin versant de la Loire.
Elle prend sa source dans les monts du Cantal au puy Bataillouse, en plein cœur du parc naturel régional des Volcans d'Auvergne.

## Géographie
La rivière prend sa source à 1 600 mètres d'altitude au puy Bataillouse, dans les monts du Cantal. Elle s'oriente d’abord dans la direction est, passe à proximité de la station de sports d’hiver du Lioran (l'un des lieux d'accès à la station est appelé Font d'Alagnon) et chemine dans des gorges dans la forêt du Lioran, entre le puy de Peyre Ourse et le Bec de l'Aigle.
À proximité de Murat, elle prend place dans une ancienne vallée glaciaire qui garde ses larges proportions jusqu’à Neussargues-Moissac. À cet endroit, la vallée glaciaire se termine et laisse place à de nouvelles gorges après sa confluence avec l'Allanche.
Le cours d'eau s'oriente nord-nord-est jusqu'à Massiac. La rivière s'installe dans une petite limagne où la rivière reçoit l'apport de l'Arcueil, de Alagnonnette puis, au niveau de Blesle, de la Sianne et de la Voireuze.
La rivière doit à nouveau frayer son passage dans de nouvelles et profondes gorges jusqu'à Lempdes-sur-Allagnon où elle retrouve la limagne de Brioude. Elle rejoint l'Allier à La Combelle, au lieu-dit le Saut du Loup.
On écrit parfois Allagnon, notamment dans la dernière partie du cours d'eau.

### Villes traversées

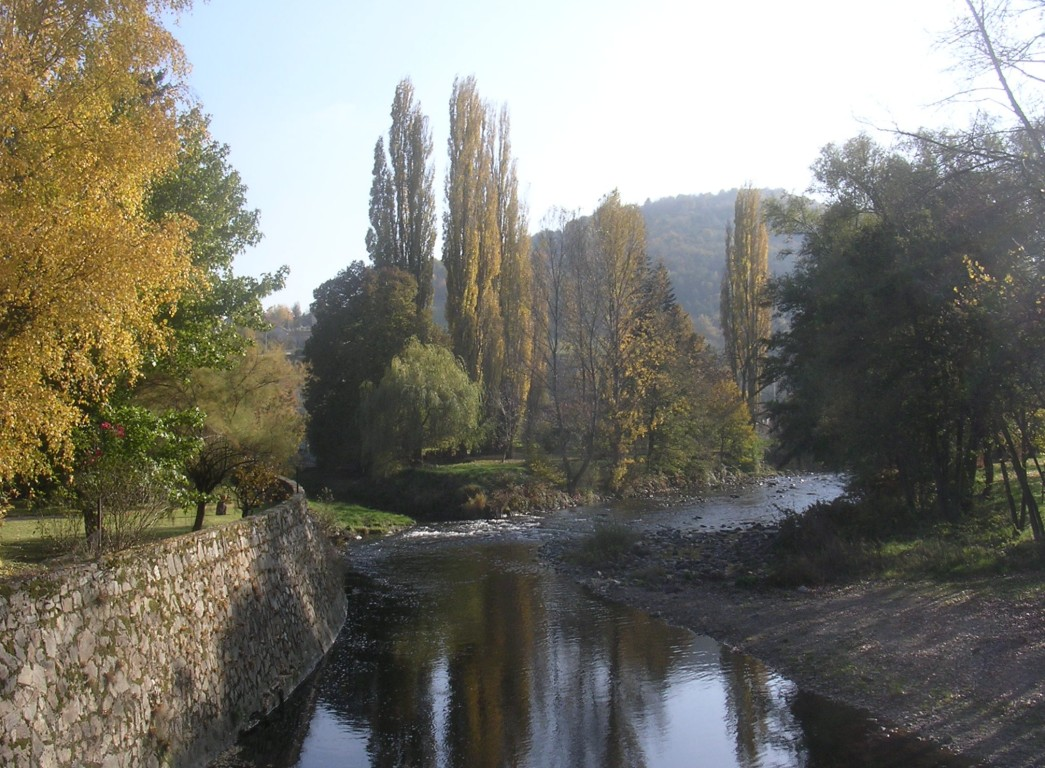
Confluent de l'Alagnon et de l'Alagnonnette à Massiac.

D'amont en aval, la rivière traverse ou longe les communes suivantes situées d'abord dans le Cantal puis dans la Haute-Loire et enfin dans le Puy-de-Dôme :
| Dans le Cantal | dans la Haute-Loire                                                                      | dans le Puy-de-Dôme                                               |
| --- | ---------------------------------------------------------------------------------------- | ----------------------------------------------------------------- |
| - Laveissière - (Albepierre-Bredons) - Murat - La Chapelle-d'Alagnon - (Virargues) - (Celles) - Neussargues en Pinatelle - (Joursac) - (Peyrusse) - Ferrières-Saint-Mary - (Bonnac) - Molompize - Massiac | - Grenier-Montgon - (Blesle) - Torsiac - (Léotoing) - (Chambezon) - Lempdes-sur-Allagnon | - (Moriat) - Charbonnier-les-Mines - Beaulieu - Auzat-la-Combelle |

Nota : les communes indiquées entre parenthèses ont leur chef-lieu situé à l'écart de la rivière

### Bassin versant
Le bassin versant est de 1 040 km2.

### Organisme gestionnaire
L'organisme gestionnaire est le SIGAL ou Syndicat interdépartemental de gestion de l'Alagnon et de ses affluents.

## Affluents
L'Alagnon compte 63 affluents référencés.

### Principaux affluents
Les plus importants sont les suivants :
| Rive gauche | Rive droite |
| --- | --- |
| - Le Bournandel - La Gaselle - Le Foufouilloux - L'Allanche - La Bouzaire (ruisseau de Peyrusse) - La Sianne - La Voireuze - Le Bave - L'Auze - Le ruisseau de la Roche | - Le Lagnon - Le Benet - Le ruisseau du Pont - Le Valjouze - L'Arcueil - L'Alagnonnette - La Violette - Le Saduit (ruisseau de Chirat) |

## Hydrologie
La ressource en eau du bassin est de type superficiel. Elle représente globalement un volume de 410 millions de mètres cubes par an. Ce sont les affluents de la rive gauche qui apportent la contribution la plus importante avec le haut du bassin versant de l’Alagnon.  
L’ouest du bassin versant (monts du Cantal, Cézallier) présente un sous sol de type volcanique, la ressource en eau y est importante. L’Alagnon et l’Allanche maintiennent des débits élevés même en période sèche.
Le secteur central est composé d’un sous sol volcanique reposant sur un socle granitique, la ressource en eau souterraine y est moins abondante et plus morcelée. Dans cette zone géographique, les cours d’eau (Sianne, Voireuze, Auze…) ont des débits plus faibles et des étiages plus forts en été.
L'est du bassin versant (Margeride) est une zone de terrains granitiques. La ressource en eau est nettement plus faible et connait des étiages d'été sévères. Son apport compte pour une faible part dans le volume total.

### Débits de l'Alagnon à Lempdes
Le débit moyen annuel de l'Alagnon, observé durant une période de 49 ans (de 1967 à 2015), à Lempdes-sur-Allagnon, localité toute proche de son confluent, est de 11,8 m3/s pour une surface de bassin de 984 km2.
L'Alagnon présente des fluctuations saisonnières de débit relativement modérées, avec une période de hautes eaux d'hiver-printemps caractérisées par un débit mensuel moyen allant de 15,4 à 19,4 m3/s, de janvier à mai inclus (avec un maximum en février). Dès fin mai le débit diminue rapidement pour aboutir à la période des basses eaux qui se déroule de juillet à septembre, avec une baisse du débit moyen mensuel allant jusqu'à 2,90 m3/s au mois d'août, ce qui est encore assez consistant, il est vrai. Cependant les fluctuations de débit peuvent être plus importantes d'après les années et sur des périodes plus courtes.

### Étiage ou basses eaux
À l'étiage le VCN3 peut chuter jusque 0,48 m3/s, en cas de période quinquennale sèche, soit 480 litres par seconde, ce qui peut être considéré comme relativement sévère pour un cours d'eau de cette taille.

### Crues
Les crues peuvent être importantes compte tenu de la taille déjà grande du bassin versant. Elles sont cependant moindres que celles qui affectent les affluents de la partie occidentale du bassin de la Loire, tels la Gartempe, la Sèvre nantaise ou encore certains affluents de la Mayenne comme l'Oudon. Les QIX 2 et QIX 5 valent respectivement 110 et 150 m3/s. Le QIX 10 est de 180 m3/s, le QIX 20 de 210 m3/s, tandis que le QIX 50 se monte à 240 m3/s.
Le débit instantané maximal enregistré à Lempdes-sur-Allagnon durant cette période, a été de 342 m3/s le 1er janvier 1982, tandis que le débit journalier maximal enregistré était de 236 m3/s le 3 décembre 2003. Si l'on compare la première de ces valeurs à l'échelle des QIX de la rivière, cette crue était de très loin supérieure à une crue cinquantennale, certainement supérieure aussi au niveau d'une crue centennale, c'est-à-dire exceptionnelle. La hauteur maximale instantanée a été de 263 cm ou 2,63 m le 7 janvier 1982.

### Lame d'eau et débit spécifique
Au total, l'Alagnon est une rivière abondante. La lame d'eau écoulée dans son bassin versant est de 379 millimètres annuellement, ce qui est nettement supérieur à la moyenne de la France, tous bassins confondus, et bien sûr aussi à la moyenne du bassin de la Loire (244 millimètres par an). Le débit spécifique (ou Qsp) de la rivière atteint de ce fait le chiffre élevé de 12,0 litres par seconde et par kilomètre carré de bassin.

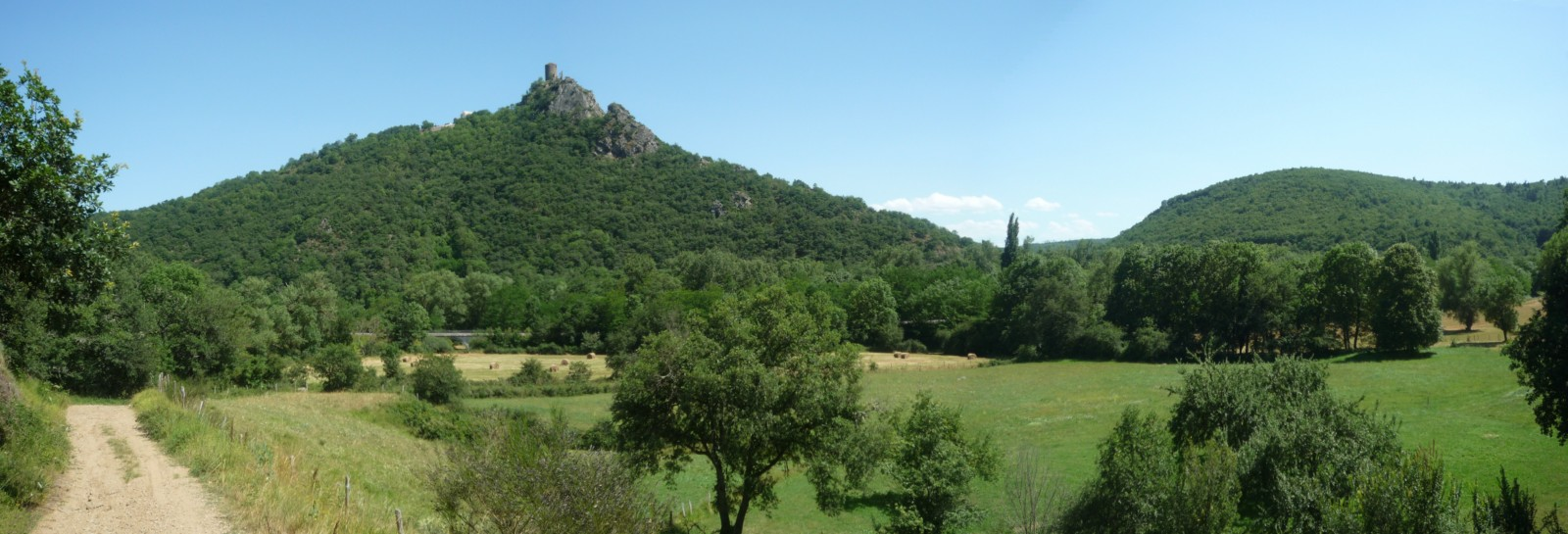
Vallée de l'Alagnon au niveau de Léotoing.

### Débits des cours d'eau du bassin de l'Alagnon
| Cours d'eau  | Localité | Débits en m3/s | Débits en m3/s | Débits en m3/s | Débits en m3/s | Débits en m3/s | Débits en m3/s | Débits en m3/s | Côte max(m) | Max. instant. | Max. journ. | Lame d'eau (mm) | Surface (km2) |
| Cours d'eau  | Localité | Module         | VCN3 (étiage)  | QIX 2          | QIX 5          | QIX 10         | QIX 20         | QIX 50         | Côte max(m) | Max. instant. | Max. journ. | Lame d'eau (mm) | Surface (km2) |
| ------------ | -------- | -------------- | -------------- | -------------- | -------------- | -------------- | -------------- | -------------- | ----------- | ------------- | ----------- | --------------- | ------------- |
| Lagnon       | Murat    | 0,76           | 0,020          | 8,8            | 12             | 15             | 17             | -              | -           | -             | 13,6        | 1 154           | 21            |
| Allanche     | Joursac  | 2,94           | 0,350          | 28             | 43             | 52             | 61             | 73             | 2,30        | 87,5          | 72,5        | 594             | 157           |
| Alagnon      | Joursac  | 6,36           | 0,540          | 69             | 100            | 120            | 140            | 170            | 3,03        | 173           | 113         | 649             | 310           |
| Arcueil      | Massiac  | 1,08           | 0,001          | 10             | 15             | 18             | 21             | 25             | 2,17        | 29,5          | 18,2        | 345             | 99            |
| Alagnonnette | Massiac  | 0,57           | 0,001          | 6              | 9,4            | 12             | 14             | 17             | 1,55        | 24,5          | 16,9        | 270             | 66            |
| Alagnon      | Lempdes  | 12,00          | 0,320          | 110            | 150            | 180            | 210            | 250            | 2,63        | 342           | 236         | 385             | 984           |
|              |          |                |                |                |                |                |                |                |             |               |             |                 |               |

## Aménagements et écologie

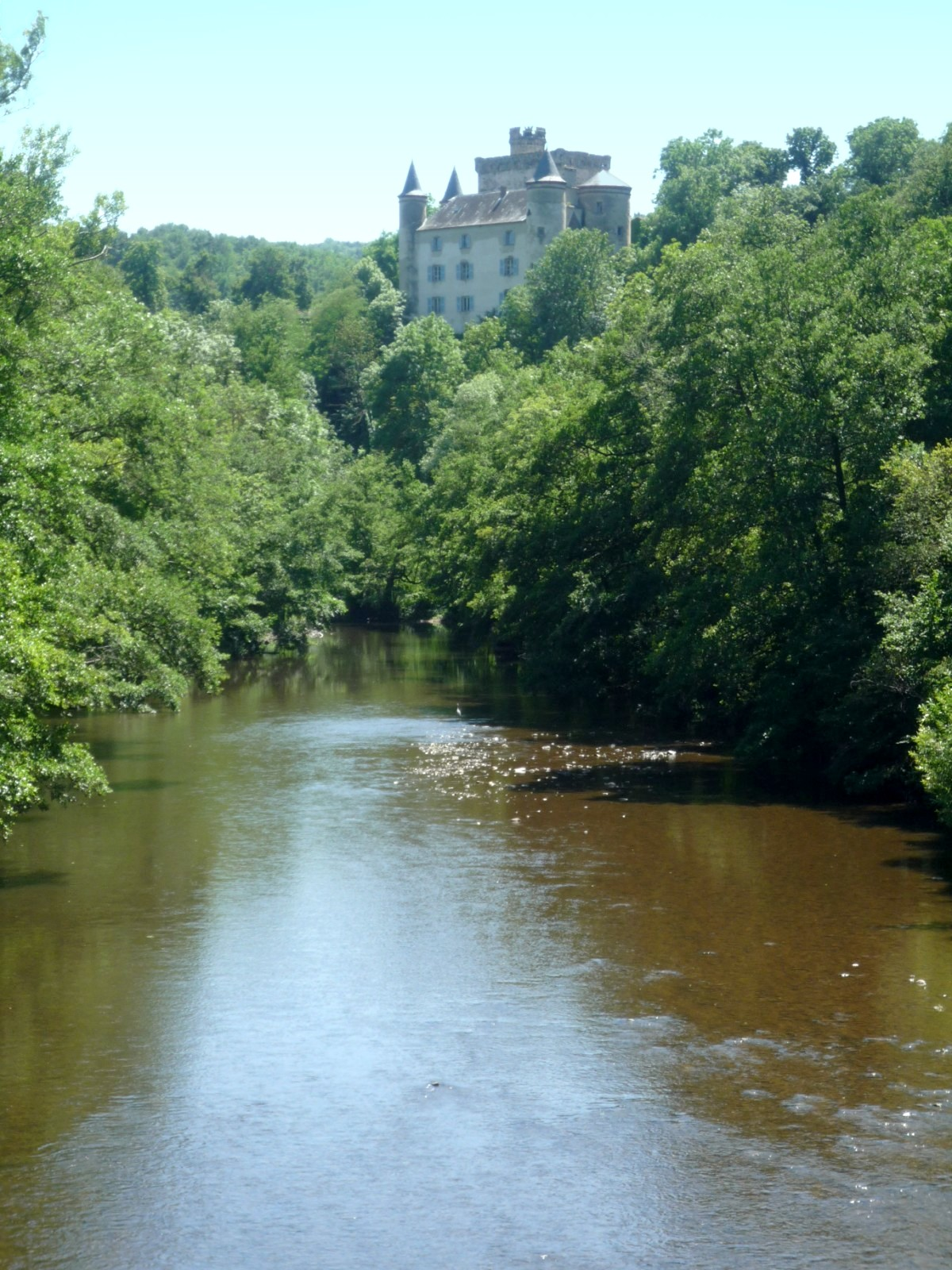
L'Alagnon à Torsiac.

### Biodiversité
L'Alagnon est classé comme rivière de première catégorie piscicole (rivière à salmonidés), et abrite des espèces appréciant les eaux froides, rapides et bien oxygénées et les fonds rocheux. A Laveissière, sur la partie amont du cours de la rivière, on a observé la truite fario, le chabot (cottus gobio), l'ombre commun, le vairon, la loche franche et la lamproie de Planer. Jusqu'au milieu du 19e siècle, le saumon remontait le cours de l'Alagnon jusqu'en amont le Laveissière, sa migration a été bloquée au 20e siècle par la construction d'une micro-centrale à Lempdes-sur-Allagnon. Depuis qu'elle a été arasée dans les années 2000, le saumon reprend progressivement la colonisation de la rivière, en 2009 on y comptait 58 frayères à saumon. L'écrevisse à pattes blanches et la moule perlière ou mulette, deux espèces protégées, sont présentes dans le bassin de l'Alagnon ainsi que la Loutre d'Europe, présente dans l'Alagnon et ses affluents. Pour la protection de cette dernière espèce, l'ensemble de l'Alagnon a été classé comme site d'importance communautaire (Natura 2000).

### Population
Le bassin versant de l’Alagnon compte 86 communes réparties sur trois départements, il couvre une superficie de 18 600 ha pour une population de 32 400 habitants. La densité de population s'élève à 18 hab./km2 et de nombreuses communes présentent une densité inférieure à 5 hab./km2. 90 % de ces communes ont moins de 1 000 habitants, la population se concentre essentiellement sur 8 communes à l'aval du bassin et sur trois autres villes : Massiac, Neussargues et Murat. La population est plus âgée que la moyenne nationale et tend à décroître. Entre 1990 et 2008, elle a baissé de 10 %.

### Emploi
Le secteur tertiaire représente 60 % des emplois du bassin versant et le secteur secondaire 20 %. Le secteur primaire ne représente plus qu'un emploi sur cinq, ce qui reste malgré tout six fois plus que la moyenne nationale française. Les entreprises sont généralement de petite taille (57 % de micro-entreprises) et 44 % ont leur activité limitée à l'échelle locale. Les exploitations du secteur primaire sont nombreuses mais embauchent généralement moins de cinq salariés.

### Agriculture
La surface agricole s'élève à 564 km2 soit 54 % du bassin versant. L'emploi agricole a diminué de 10 % entre 2000 et 2010. Le taux de boisement du bassin est de 28 %. La forêt se concentre sur les coteaux et vallées inaccessibles. 80 % de la superficie agricole est consacrée à l'élevage bovin (production de viande ou de lait).

### Tourisme
Une part importante du bassin versant se trouve dans le parc naturel régional des volcans d'Auvergne. Le tourisme y est axé sur les loisirs, les sports et le patrimoine culturel. La station du Super Lioran est le pôle touristique majeur (296 275 journées skieurs pour l'hiver 2011/2012). La pêche est un point fort pour cette région ainsi que la relative préservation des milieux aquatiques et des paysages.

### Divers
À la suite de la construction du nouveau tunnel du Lioran, le lit de l'Alagnon a dû être dévié.